# Angelo Santilli
Angelo Andrea Silvestro Santilli (Sant'Elia Fiumerapido, 28 ottobre 1822 – Napoli, 15 maggio 1848) è stato un filosofo, giornalista, poeta e patriota italiano.

## Biografia
Angelo Santilli, nativo di Sant'Elia Fiumerapido (oggi in provincia di Frosinone ma all'epoca solo Sant'Elia, in Provincia di Terra di Lavoro), e figlio del medico santeliano Silvestro(nato nel 1796), sindaco del paese dal 1827 al 1829, a tredici anni si trasferì a Napoli con la madre Giuseppa Mancini, figlia del medico Evangelista Mancini di Picinisco ma residente a San Germano (oggi Cassino), e i tre fratelli, per completare gli studi. A Napoli, il giovane Angelo Santilli seguì il corso liceale presso la Scuola di Francesco Murro. All'Università fu discepolo del filosofo Pasquale Galluppi e amico, fra gli altri, di Luigi Settembrini, Giuseppe Fiorelli e Francesco De Sanctis. A soli venti anni, nel 1842, si laureò in filosofia e giurisprudenza, aprendo anche una Scuola di Diritto Morale e Costituzionale. 
Fervente giobertiano, fu attivo propugnatore, nei circoli culturali napoletani, di un'Italia federata sotto la guida di papa Pio IX. Ebbe frequenti rapporti epistolari con Terenzio Mamiani, con il cardinale Gizzi e con il filosofo eclettico francese Victor Cousin. Quest'ultimo lo introdusse nel giro culturale del socialismo utopistico europeo e soprattutto francese, ma Santilli modulò il suo socialismo secondo i propri valori cristiani ed umanitari, rifiutando la logica della lotta di classe. 
Ebbe comunque a scrivere che nel Regno di Napoli occorreva  "una savia distribuzione della ricchezza". Fu presidente della Società Dantesca di Napoli e prolifico filosofo, giornalista e poeta.
Fondò e diresse i giornali "L'Enciclopedico" e il quotidiano giobertiano "Critica e Verità" (9 marzo - 14 aprile 1848), fondato durante i moti rivoluzionari del '48 napoletano in cui vivacemente sosteneva che occorreva occuparsi della piaga della povertà meridionale, scrivendo il 20 marzo che: "La nazione vuole pane e lo dimanda incessantemente, lo chiede nel pianto dell'indigenza, tra le sciagure della desolazione, lo chiede non a titolo di preghiera, ma diritto necessario, assoluto ... il popolo non capisce la speculativa astrazione di alcune verità, non sa i titoli di libertà, di costituzione, di uguaglianza ... una riforma che dimentica affatto la fisica prosperità de' popoli non è che riforma di solo nome...".
Fra le sue opere filosofiche: "Le idee soggettive", che fu testo di studio nelle scuole del Granducato di Toscana; "Sul realizzamento del pensiero"; "Sviluppo filosofico dell'Autorità"; "Cenno psicologico sull'attività e la passività dello spirito"; "Individuo e Società"; "Princìpi dell'Umanità razionale"; "Il socialismo in economia" e "Lavoro, industria e capitale". Le sue poesie le pubblicava sul giornale "La Gazza". Dal 1847 si batté politicamente per l'ottenimento della Costituzione da parte di re Ferdinando II di Borbone. 
Malvisto e considerato individuo pericoloso dalla polizia borbonica, per i suoi scritti, la sua attività politica e i suoi discorsi pubblici, il cui numero di ascoltatori si andava infoltendo sempre di più, Santilli fu ucciso a baionettate insieme al fratello Vincenzo di 27 anni, all'amico e compaesano Filippo Picano di 18 anni e alla fantesca Carmela Rossi detta Mega da soldati svizzeri che fecero irruzione nella sua abitazione di Napoli, in Largo Monteoliveto, il 15 maggio 1848 durante i moti insurrezionali di Napoli. Secondo i ricordi di Luigi Settembrini venne ucciso a seguito della delazione di una donna, che lo indicò come "il predicatore" alla soldataglia. I fratelli Giuseppe (21 anni) e Giovanni (13 anni), si salvarono nascondendosi in casa della famiglia Leanza al piano superiore.
Lo ricordano due epigrafi: una sulla facciata della sua casa natia a Sant'Elia Fiumerapido e una sulla facciata della palazzina in cui abitò a Napoli, in Largo Monteoliveto, accanto al Palazzo Gravina. Di lui hanno scritto: Francesco De Sanctis, Guglielmo Pepe, Luigi Settembrini, Atto Vannucci, Giuseppe Massari, Vincenzo Grosso, Alberto Guzzardella, Mario Mandalari che volle raccogliere, in un unico volume, su desiderio del grande Francesco De Sanctis, tutte le opere di Santilli tramite il libro "Memorie e scritti di Angelo Santilli" (Roma, 1893).